# Friville-Escarbotin Communal Cemetery
Friville-Escarbotin Communal Cemetery is een begraafplaats gelegen in de Franse plaats Friville-Escarbotin (Somme). De militaire graven worden onderhouden door de Commonwealth War Graves Commission.
De begraafplaats telt 10 geïdentificeerde Gemenebest graven uit de Tweede Wereldoorlog.